# Space Quest 6
Space Quest 6: Roger Wilco in the Spinal Frontier es un juego de aventuras point-and-click desarrollado y distribuido por Sierra On-Line en 1995. Es el sexto y último juego de la serie Space Quest.

## Trama
El juego comienza con Roger Wilco siendo sometido a a corte marcial por diversas razones humorísticas (las cuales Roger, siendo el idiota que es, no puede defender adecuadamente). Es degradado a su puesto de conserje de segunda clase a bordo del SCS DeepShip 86 (una parodia de la estación espacial, no de la nave espacial, en Star Trek: Deep Space Nine). Entre las razones por las que Roger simplemente es degradado y no expulsado de StarCon está el «regreso sano y salvo del SCS Eureka». Esto es un error de continuidad, ya que el Eureka fue de hecho destruido en Space Quest V, y fue el SCS Goliath el que regresó sano y salvo.
Más tarde, en la DeepShip, el comandante Kielbasa (nombrado así por la salchicha kielbasa y una parodia de los Kilrathi de la serie de videojuegos Wing Commander) anuncia que, como recompensa por su excelencia en «A Glitch In Time Saves Gamma Nine» (una parodia de «a stitch in time saves nine»), se les dará permiso para bajar a tierra en el planeta Polysorbate LX («LX» se pronuncia «sixty» o sesenta en inglés por el polisorbato). Mientras tanto, se revela que una mujer extremadamente vieja y arrugada llamada Sharpei (por la raza de perro del mismo nombre, también conocida por sus arrugas, y con la voz de Lucille Bliss) está planeando la desaparición de Roger. Más tarde se revela que ella es el sujeto del «Proyecto Inmortalidad» que se suponía que prolongaría la vida indefinidamente.
Las aventuras de Roger a lo largo del juego lo muestran lidiando con un «endodroide» tipo T-1000 (una referencia principalmente a los replicantes de Blade Runner, incluido un «corredor endodroide» que le da la tarea a Roger y habla con acento neoyorquino), ingresando al ciberespacio (principalmente un área similar a un cañón desértico, una «oficina» similar a Windows 3.1 y una habitación aparentemente interminable de archivadores conocida como el «administrador de archivos») y aventurándose en el sistema digestivo de Stellar Santiago (para lo cual se agrega humor a través de las narraciones de Gary Owens que brindan detalles científicos de todo lo que hay dentro de cada área, como si fuera un libro de texto).
Roger y Stellar desarrollan una relación que casi atrae a Roger hasta el punto de enamorarse de ella. Esto fue diseñado como una forma de crear potencialmente otro interés amoroso para Roger. Un chiste recurrente en el juego es la inclusión de un pescado podrido en el inventario de Roger del que parece que no puede deshacerse. En un final anticlimático se revela que el pez es la única forma de destruir a Sharpei, quien al final del juego se ha convertido en un virus que infecta a Stellar Santiago.
El juego termina en suspenso con Stellar diciendo que a Roger «le va a gustar su próxima misión». A pesar de esto, Space Quest 7 nunca se hizo realidad, y el suspenso nunca se resolvió.

## Desarrollo y lanzamiento
Space Quest 6: Roger Wilco in The Spinal Frontier se ejecuta en el motor SCI32 posterior Rev 2.100.002. Esto le permitió usar gráficos Super VGA con 256 colores a una resolución de 640x480. A diferencia de otros juegos de SCI, no tenía la interfaz en una barra desplegable en la parte superior de la pantalla, sino que usaba una ventana de «barra de verbos» a lo largo de la parte inferior de la pantalla, similar al motor SCUMM de LucasArts. El estilo gráfico también era más caricaturesco que en juegos anteriores, además de incorporar una gran cantidad de imágenes renderizadas en 3D. Gary Owens fue el narrador una vez más.
Este juego fue el último que se lanzó en la serie Space Quest. Después de derrotar a los diabólicos mutantes pukoid en Space Quest V, el capitán Roger Wilco regresa triunfante a la sede de StarCon, solo para ser sometido a un juicio marcial por romper las reglas de StarCon mientras salvaba la galaxia. El subtítulo del juego proviene de la parte final, en la que Roger tiene que someterse a una miniaturización y entrar en el cuerpo de un compañero de barco y un interés romántico, una parodia de la película Innerspace de 1987. (Este segmento también proporcionó el subtítulo original del juego, ¿Dónde está Roger Wilco?, que no se usó debido a amenazas legales de los creadores de Carmen Sandiego). El interés romántico le plantea un dilema a Roger (sin precedentes en la serie), ya que es una amiga y alguien diferente a la mujer que le dio un hijo a Roger, según la narrativa de Space Quest IV.
Josh Mandel diseñó la mayor parte de Space Quest 6 (con Scott Murphy a bordo en calidad de «consultor creativo»), pero tuvo que abandonar el proyecto poco antes de su finalización debido a conflictos internos con Sierra. Sierra le pidió a Scott Murphy que completara el juego y luego (en contra de los deseos de Murphy, según se informa) promocionó SQ6 como si el ex «chico de Andrómeda» fuera el único responsable. Como resultado adicional de este cambio de diseñadores, algunos acertijos (principalmente en las últimas etapas del juego) se implementaron de manera deficiente debido a la falta de comunicación. En una entrevista en 2006, Mandel habló con franqueza sobre su decepción con el diseño desigual de los puzles y la implementación en el juego: «Uno de los elementos del inventario que se eliminaron fue un CD de cómics en la habitación de Nigel que era completamente legible y tenía todas las pistas para el rompecabezas del Datacorder. Desde un punto de vista de escritura y diseño, estaba completamente terminado, y sé que Barry Smith había comenzado la obra de arte. No entiendo por qué se eliminó. Pero el contenido del cómic era algo en lo que había trabajado durante meses, y era algo de lo que estaba inusualmente orgulloso... Creo que habría sido una de las mejores secuencias de parodia en la serie SQ. Así que no solo me molestó mucho no verlo en el juego, sino que el hecho de que tuvieran que poner las pistas del Datacorder en el manual, lo que llevó al jugador a pensar que estaba destinado a ser una protección de copias, me perturbó mucho».
Sierra On-Line creó una versión especial en CD-ROM del juego de demostración de Space Quest 6, que se distribuyó con la revista Interaction Magazine de Sierra, PC Gamer Disc 9, incluido en el Volumen 2 del número 8 de agosto de 1995, las primeras ediciones de Phantasmagoria y posiblemente otros medios. Esta demostración independiente presentó una historia alternativa no relacionada con el juego principal y está completamente doblada por los actores de doblaje de Space Quest 6 (las primeras versiones de la demostración no tenían diálogo completo). La demostración comienza con Roger Wilco flotando en el espacio fuera del puente, limpiando la pantalla de visualización mientras todos los demás en el puente se relajan. De repente, de la nada, una nave con forma de cubo de Escher se acerca a la Deepship 86 y transporta a bordo dos mecanoides con cabeza de tostadora: los Bjorn (una parodia de los Borg, con su cubo siendo una parodia del Cubo Borg, y llamado así por el campeón de tenis Björn Borg). Ellos convierten a toda la tripulación en bolas de helado de limón (excepto a Roger, quien rápidamente se escondió detrás de la pantalla de visualización). Ahora depende de Roger encontrar una manera de restaurar a sus compañeros de tripulación y expulsar a los invasores Bjorn.

## Recepción
Según Sierra On-Line, las ventas combinadas de la serie Space Quest superaron los 1,2 millones de unidades a finales de marzo de 1996.
Un crítico de Next Generation descartó Space Quest 6 por ser esencialmente idéntico a las cinco entregas anteriores de la serie, aparte de los acertijos específicos. Le dio al juego tres de cinco estrellas y concluyó: «Si te gustaron las primeras cinco, querrás este. Si no, probablemente ni siquiera estés leyendo esta reseña». Gary Meredith de PC Gamer US escribió que «no es el mejor de la serie Space Quest», ya que da «un par de pasos hacia atrás en lo que respecta a los gráficos y voces». Criticó la narración del juego, señalando que tampoco le había gustado en Space Quest IV. Sin embargo, Meredith creía que Space Quest 6 atraería a los fanáticos de la serie.
Space Quest 6 empató en el tercer lugar en la categoría del premio al «Juego de aventuras del año» de Computer Game Review de 1995. Los editores destacaron su «buen trabajo de voz» y su «muy buena animación» y elogiaron su humor.